# Герман Гельтер
Герман Гельтер (нім. Hermann Hölter; 31 січня 1900 — 5 травня 1989) — німецький штабний офіцер, генерал-лейтенант вермахту. Кавалер Лицарського хреста Залізного хреста.

## Біографія
7 листопада 1917 року вступив у Вюртемберзьку армію. Учасник Першої світової війни. Після демобілізації армії залишений в рейхсвері. Учасник літніх Олімпійських ігор 1928 року в п'ятиборстві. Влітку 1938 року призначений 1-м офіцером Генштабу 34-ї піхотної дивізії. Учасник Французької кампанії. 30 вересня 1940 року направлений в німецьку військову місію в Румунії, одночасно став викладачем тактики в румунському військовому училищі. З жовтня 1941 року — начальник Генштабу 36-го вищого командування (в листопаді перетворене на 36-й гірський корпус), з 1 листопада 1943 по 5 лютого 1944 року — 19-го гірського корпусу, з 1 березня 1944 року — 20-ї гірської армії. 9 травня 1945 року взятий в полон союзниками. 22 грудня 1947 року звільнений.

## Звання
- Фанен-юнкер (7 листопада 1917)
- Фанен-юнкер-єфрейтор (22 квітня 1918)
- Фанен-юнкер-унтерофіцер (5 липня 1918)
- Фенріх (18 жовтня 1918)
- Лейтенант без патенту (1 серпня 1919) — 20 квітня 1921 року отримав патент від 20 серпня 1918 року.
- Оберлейтенант (1 листопада 1925)
- Гауптман (1 серпня 1933)
- Майор (1 січня 1937)
- Оберстлейтенант Генштабу (1 жовтня 1939)
- Оберст Генштабу (1 березня 1942)
- Генерал-майор (1 квітня 1944)
- Генерал-лейтенант (20 квітня 1945)

## Нагороди
- Залізний хрест 2-го класу (18 червня 1918)
- Хрест «За військові заслуги» (Ліппе)
- Нагрудний знак «За поранення» в чорному (26 липня 1918)
- Почесний хрест ветерана війни з мечами
- Медаль «За вислугу років у Вермахті» 4-го, 3-го і 2-го класу (18 років)
- Застібка до Залізного хреста 2-го класу (25 жовтня 1939)
- Медаль «За Атлантичний вал»
- Залізний хрест 1-го класу (14 травня 1940)
- Орден Хреста Свободи 2-го класу з мечами (Фінляндія; 23 вересня 1941)
- Медаль «За зимову кампанію на Сході 1941/42» (24 серпня 1942)
- Лапландський щит
- Німецький хрест в золоті (17 серпня 1944)
- Лицарський хрест Залізного хреста (3 травня 1945)